# Moșnița Nouă
Moșnița Nouă es una comuna ubicada en el distrito de Timiș, Rumania.

## Superficie
Posee una superficie de 68,87 kilómetros cuadrados.

## Demografía
Hasta 2021 la población era de 16 424 habitantes, con una densidad de población de 238,5 habitantes por kilómetro cuadrado.